# 2022
2022 (MMXXII) е обикновена година, започваща в събота според григорианския календар. Тя е 2022-рата година от новата ера, двадесет и втората от третото хилядолетие и третата от 2020-те.
Съответства на:
- 1471 година по Арменския календар
- 7530 година по Прабългарския календар
- 6773 година по Асирийския календар
- 2973 година по Берберския календар
- 1384 година по Бирманския календар
- 2566 година по Будисткия календар
- 5782 – 5783 година по Еврейския календар
- 2014 – 2015 година по Етиопския календар
- 1400 – 1401 година по Иранския календар
- 1443 – 1444 година по Ислямския календар
- 4718 – 4719 година по Китайския календар
- 1738 – 1739 година по Коптския календар
- 4355 година по Корейския календар
- 2775 години от основаването на Рим
- 2565 година по Тайландския слънчев календар
- 111 година по Чучхе календара

## Събития
- 22 януари – Президентът Румен Радев встъпва в длъжност за втори мандат.[1]
- 4 – 20 февруари – Провеждат се Зимните олимпийски игри в Пекин.[2]
- 24 февруари – Започва Руското нападение над Украйна.[3]
- 4 – 13 март – Провеждат се Зимните параолимпийски игри в Пекин, Китай.[4]
- 21 март – Полет 5735 на „Чайна Ийстърн Еърлайнс“ се разбива в Гуанси, Китай и убива всички 132 души на борда.
- 3 април
  - След проведени президентски избори Александър Вучич е преизбран за президент на Сърбия.[5]
  - Парламентарните избори в Унгария са спечелени от партия Фидес, а Виктор Орбан встъпва в своя четвърти мандат като министър-председател.[6]
- 24 април – След проведени избори в 2 тура, Еманюел Макрон е преизбран за президент на Франция.[7]
- 2 октомври – Състоят се парламентарни избори в България.
- 20 ноември – 18 декември – Провежда се Световно първенство по футбол в Катар.
- 18 декември – Аржентина става световен шампион по футбол на Световното първенство по футбол в Катар.

## Починали

### Януари
- 2 януари – Николай Шиваров, български богослов (* 1930 г.)[8]
- 3 януари – Петко Хинов, български преводач и писател (* 1972 г.)[9]
- 6 януари
  - Питър Богданович, американски кинорежисьор (* 1939 г.)[10]
  - Сидни Поатие, американско-бахамски актьор (* 1927 г.)[11]
  - Сали Ибрахим, българска поетеса и обществена деятелка от ромски произход (* 1950 г.)[12]
- 9 януари – Боб Сагет, американски комик и актьор (* 1956 г.)[13]
- 11 януари – Давид Сасоли, председател на Европейския парламент (* 1956 г.)[14]
- 12 януари – Рони Спектър, американска певица (* 1943 г.)[15]
- 17 януари – Нансен Бехар, български икономист и политик (* 1940 г.)[16]
- 18 януари – Франсиско Хенто, испански футболист (* 1933 г.)[17]
- 20 януари
  - Евстати Маринов, български художник (* 1950 г.)[18]
  - Мийт Лоуф, американски певец (* 1947 г.)[19]
- 22 януари – Тик Нят Хан, виетнамски будистки учител и пацифист (* 1926 г.)[20]
- 30 януари – Стефан Солаков, български журналист (* 1942 г.)[21]

### Февруари
- 2 февруари – Моника Вити, италианска киноактриса (* 1931 г.)[22]
- 3 февруари – Христос Сардзетакис, гръцки политик (* 1929 г.)[23]
- 5 февруари – Анани Явашев, български актьор (* 1932 г.)[24]
- 8 февруари – Люк Монтание, френски вирусолог (* 1932 г.)[25]
- 9 февруари – Ахинора Куманова, българска певица (* 1928 г.)[26]
- 14 февруари – Борислав Ивков, сръбски шахматист (* 1933 г.)[27]
- 20 февруари – Ганчо Василев, български футболист (* 1920 г.)[28][29]
- 24 февруари – Иванка Христова, българска лекоатлетка (* 1941 г.)[30]
- 26 февруари – Борислав Борисов, български икономист (* 1949 г.)[31]

### Март
- 7 март – Веселин Яневски, български футболист (* 1976 г.)[32]
- 8 март
  - Джузепе Уилсън, италиански футболист (* 1945 г.)[33]
  - Десислав Чуколов, български политик (* 1974 г.)[34]
- 9 март – Джъстис Кристофър, нигерийски футболист (* 1981 г.)[35]
- 13 март – Уилям Хърт, американски актьор (* 1950 г.)[36]
- 23 март – Мадлин Олбрайт, американски политик (* 1937 г.)[37]
- 25 март – Манол Велев, български бизнесмен (* 1959 г.)[38]
- 27 март – Любомир Милчев – Денди, български журналист и писател (* 1963 г.)[39]
- 31 март – Георги Атанасов, български политик (* 1933 г.)[40]

### Април
- 2 април – Леонел Санчес, чилийски футболист (* 1936 г.)[41]
- 4 април – Ради Неделчев, български художник (* 1938 г.)[42]
- 5 април
  - Сидни Олтман, канадско-американски молекулярен биолог (* 1939 г.)[43]
  - Бярни Тригвасон, канадски астронавт (* 1945 г.)[44]
- 12 април – Гилбърт Готфрид, американски актьор и комик (* 1955 г.)[45]
- 15 април – Лиз Шеридан, американска актриса (* 1929 г.)[46]
- 17 април – Павел Писарев, български журналист и политик (* 1934 г.)[47]
- 20 април – Светлозар Жеков, български литературен критик, преводач и издател (* 1951 г.)[48]
- 21 април – Мваи Кибаки, кенийски политик и бивш президент (* 1931 г.)[49]
- 24 април – Калина Тасева, българска художничка (* 1927 г.)[50]
- 30 април – Мино Райола, италиански футболен агент (* 1967 г.)[51]

### Май
- 3 май – Станислав Шушкевич, беларуски политик и учен (* 1934 г.)[52]
- 7 май
  - Дамян Георгиев, български футболист (* 1950 г.)[53]
  - Юрий Авербах, руски шахматист (* 1922 г.)[54]
- 9 май – Джоди Лукоки, конгоанско-нидерландски футболист (* 1992 г.)[55]
- 10 май – Леонид Кравчук, президент на Украйна (1991 – 1994 г.) (* 1934 г.)[56]
- 15 май – Астор, български илюзионист от арменски произход (* 1943 г.)[57]
- 17 май – Вангелис, гръцки композитор (* 1943 г.)[58]
- 26 май
  - Еню Тодоров, български борец (* 1943 г.)[59]
  - Рей Лиота, американски актьор (* 1954 г.)[60]
  - Андрю Флечър, английски музикант, член на Depeche Mode (* 1961 г.)[61]

### Юни
- 2 юни – Нери Терзиева, българска журналистка (* 1952 г.)
- 6 юни – Валерий Рюмин, руски и съветски космонавт (* 1939 г.)
- 17 юни – Жан-Луи Трентинян, френски актьор и режисьор (* 1930 г.)[62]
- 29 юни – Добринка Станкова, българска актриса (* 1947 г.)
- 30 юни – Technoblade, американска интернет личност (* 1999 г.)

### Юли
- 2 юли
  - Роланд Станеску, румънски футболист (* 1990 г.)
  - Сусана Досамантес, мексиканска актриса (* 1948 г.)
  - Питър Брук, английски режисьор (* 1925 г.)
- 3 юли – Робърт Кърл, американски химик (* 1933 г.)
- 6 юли
  - Кадзуки Такахаши, японски аниматор (* 1961 г.)
  - Джеймс Каан, американски актьор (* 1940 г.)
  - Виктор Вълков, български политик и дипломат (* 1936 г.)
- 8 юли
  - Лари Сторч, американски актьор (* 1923 г.)
  - Жузе Едуарду душ Сантуш, президент на Ангола (1979 – 2017) (* 1942 г.)
  - Шиндзо Абе, министър-председател на Япония (2006 – 2007/2012 – 2020) (* 1954 г.)
- 14 юли
  - Еудженио Скалфари, италиански журналист (* 1924 г.)
  - Ивана Тръмп, чешко-американски фотомодел и предприемач (* 1949 г.)
- 18 юли – Клас Олденбург, шведски скулптор (* 1929 г.)
- 21 юли – Уве Зелер, германски футболист (* 1936 г.)
- 22 юли – Дейвид Мурс, президент на ФК „Ливърпул“ (1991 – 2007) (* 1946 г.)
- 23 юли – Боб Рафелсън, американски режисьор (* 1933 г.)
- 24 юли – Дейвид Уорнър, английски актьор (* 1941 г.)
- 25 юли
  - Дейвид Тримбъл, северноирландски политик, Носител на Нобелова награда (* 1944 г.)
  - Пол Сорвино, американски актьор (* 1939 г.)
- 26 юли – Георги Наумов-Чарли, български актьор (* 1941 г.)
- 28 юли – Пиетро Читати, италиански писател (* 1930 г.)
- 31 юли
  - Вадим Бакатин, съветски и руски офицер и политик (* 1937 г.)
  - Айман Зауахири, египетски терорист, лидер на Ал Кайда (* 1951 г.)

### Август
- 1 август – Илинка Митрева, македонски дипломат и политик (* 1950 г.)[63]
- 2 август – Величко Минеков, български скулптор (* 1928 г.)[64]
- 3 август – Реймонд Дамадян, американски лекар (* 1936 г.)
- 5 август – Джаго, български поп-фолк певец (* 1961 г.)
- 7 август – Анатолий Филипченко, съветски и руски космонавт (* 1928 г.)
- 8 август
  - Зофия Посмиш, полски журналист и писател (* 1923 г.)
  - Оливия Нютън-Джон, английско-австралийската певица и актриса (* 1948 г.)
- 10 август – Фернанду Шалана, португалски футболист и треньор (* 1959 г.)
- 11 август – Юри Митев, български биатлонист (* 1958 г.)
- 12 август
  - Ан Хеш, американска актриса (* 1969 г.)
  - Волфганг Петерсен, германски режисьор (* 1941 г.)
- 13 август – Екатерина Йосифова, българска поетеса (* 1941 г.)[65]
- 16 август – Джоузеф Дилейни, английски писател (* 1945 г.)
- 26 август
  - Хана Загорова, чешка певица, текстописка, актриса и телевизионна водеща (* 1946 г.)
  - Надя Топалова, българска актриса (* 1935 г.)
- 28 август – Камен Костадинов, български политик (* 1970 г.)
- 30 август – Михаил Горбачов, съветски и руски политик (* 1931 г.)[66]

### Септември
- 2 септември – Франк Дрейк, американски астроном (* 1930 г.)[67]
- 4 септември – Питър Строб, американски писател (* 1943 г.)[68]
- 8 септември – Елизабет II, кралица на Великобритания и 14 други суверенни държави (* 1926 г.)[69]
- 11 септември – Хавиер Мариас, испански писател (* 1951 г.)[70]
- 13 септември – Жан-Люк Годар, френски режисьор и кинокритик (* 1930 г.)[71]
- 14 септември – Ирини Папа, гръцка актриса (* 1929 г.)[72]
- 19 септември
  - Досьо Досев, български актьор (* 1934 г.)[73]
  - Валери Поляков, руски космонавт (* 1942 г.)[74]
- 20 септември – Антоний Гълъбов, български социолог и политолог (* 1964 г.)[75]
- 23 септември – Луис Флечър, американска актриса, носителка на Оскар за Полет над кукувиче гнездо (* 1934 г.)[76]
- 24 септември – Елена Начева – Лафазанова, българска актриса (* 1962 г.)[77]
- 28 септември – Кулио, американски рапър (* 1963 г.)[78]

### Октомври
- Виолета Донева, българска актриса (* 1943 г.)[79]
- 4 октомври – Лорета Лин, американска кънтри певица (* 1932 г.)[80]
- 16 октомври - Носфе, румънски рапър (* 1985 г.)
- 20 октомври – Антон Дончев, български писател (* 1930 г.)[81]
- 24 октомври – Лесли Джордан, американски актьор (* 1930 г.)[82]

### Ноември
- 1 ноември – Takeoff, американски рапър (* 1994 г.)[83]
- 6 ноември – Едуард Прескът, американски икономист, Нобелов лауреат през 2004 г. (* 1940 г.)
- 10 ноември – Кевин Конрой, американски актьор (* 1955 г.)[84]
- 18 ноември – Анахид Тачева, българска телевизионна говорителка (* 1940 г.)[85]
- 19 ноември – Джейсън Дейвид Франк, американски актьор и състезател по смесени бойни изкуства (* 1973 г.)
- 26 ноември – Фернанду Гомеш, португалски футболист (* 1956 г.)
- 28 ноември – Кларънс Гилярд, американски университетски професор, актьор и писател (* 1955 г.)
- 29 ноември – Андрес Баланта, колумбийски футболист (* 2000 г.)
- 30 ноември – Дзян Дзъмин, бивш председател на Китайската народна република (* 1926 г.)

### Декември
- 1 декември 
  - Ерколе Балдини, велосипеден състезател (* 1933 г.)
  - Милен Дьомонжо, френска филмова актриса от украински произход (* 1935 г.)
- 3 декември – Алжан Жармухамедов, казахстански професионален баскетболист и треньор (* 1944 г.)
- 4 декември – Патрик Тамбе, пилот от световния шампионат на Формула 1 (* 1949 г.)
- 8 декември – Миодраг Йешич, бивш сръбски футболист и треньор (* 1958 г.)
- 9 декември – Джо Китинджър, американски тест пилот и полковник (* 1928 г.)
- 11 декември – Анджело Бадаламенти, американски композитор (* 1937 г.)
- 12 декември – Мирослав Хермашевски, първият поляк в космоса (* 1941 г.)
- 16 декември
  - Синиша Михайлович, югославски футболист и футболен треньор (* 1969 г.)[86]
  - Хосе Мария Сисон, филипински писател и активист (* 1939 г.)
- 18 декември – Ружа Маринска, български изкуствовед (* 1944 г.)[87]
- 20 декември
  - Любинка Нягулова, телевизионна говорителка и радиоговорителка (* 1939 г.)[88]
  - Христо Мермерски, български агробиолог и политик (* 1934 г.)[89]
- 23 декември
  - Макси Джаз, британски певец и DJ (Фейтлес) (* 1957 г.)
  - Джордж Коен, английски футболист (* 1939 г.)[90]
- 24 декември – Франко Фратини, италиански политик и магистрат (* 1957 г.)[91]
- 28 декември – Адриана Андреева, българска актриса (* 1939 г.)[92]
- 29 декември
  - Пеле, бразилски футболист (* 1940 г.)[93]
  - Вивиан Уестууд, британска модна дезайнерка (* 1941 г.)[94]
  - Руджеро Деодато, филмов режисьор (* 1939 г.)[95]
  - Арата Исодзаки, японски архитект (* 1931 г.)[96]
  - Едгар Сависаар, естонски политик, бивш кмет на Талин (* 1950 г.)
  - Янош Варга, кечист (* 1939 г.)
  - Едуард Артемиев, руски композитор (* 1937 г.)[97]
- 30 декември – Янез Землярич, политик (* 1928 г.)
- 31 декември – Бенедикт XVI, 265-и папа на римокатолическата църква (* 1927)[98]

## Нобелови лауреати
- Икономика – Филип Дибвиг, Дъглас Даймънд и Бен Бернанке
- Литература – Ани Ерно
- Медицина – Сванте Паабо
- Мир – Алес Бяляцки, Мемориал и Център за граждански свободи
- Физика – Ален Аспе, Джон Клаузър и Антон Цайлингер
- Химия – Керълин Бъртози, Мортен Мелдал и Карл Бари Шарплес